# Il Pordenone

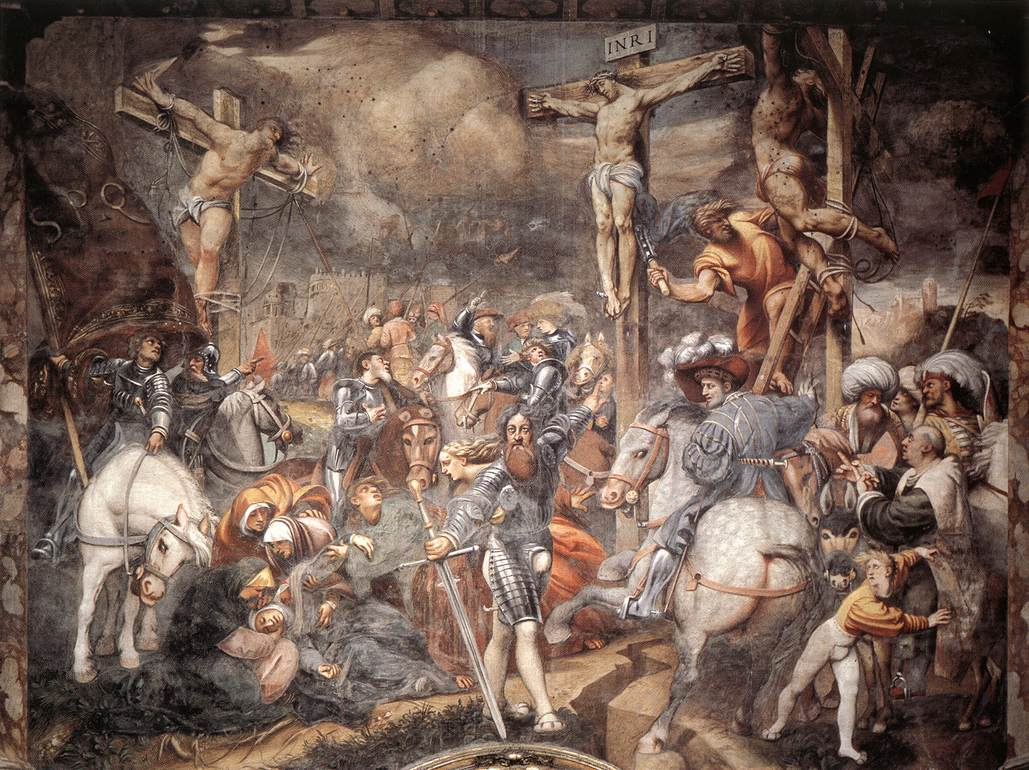
Il Pordenone Golgota c. festménye Cremonában

Il Pordenone, más néven Giovanni Antonio de 'Sacchis (Pordenone, kb. 1484–1539) itáliai festő.

## Élete

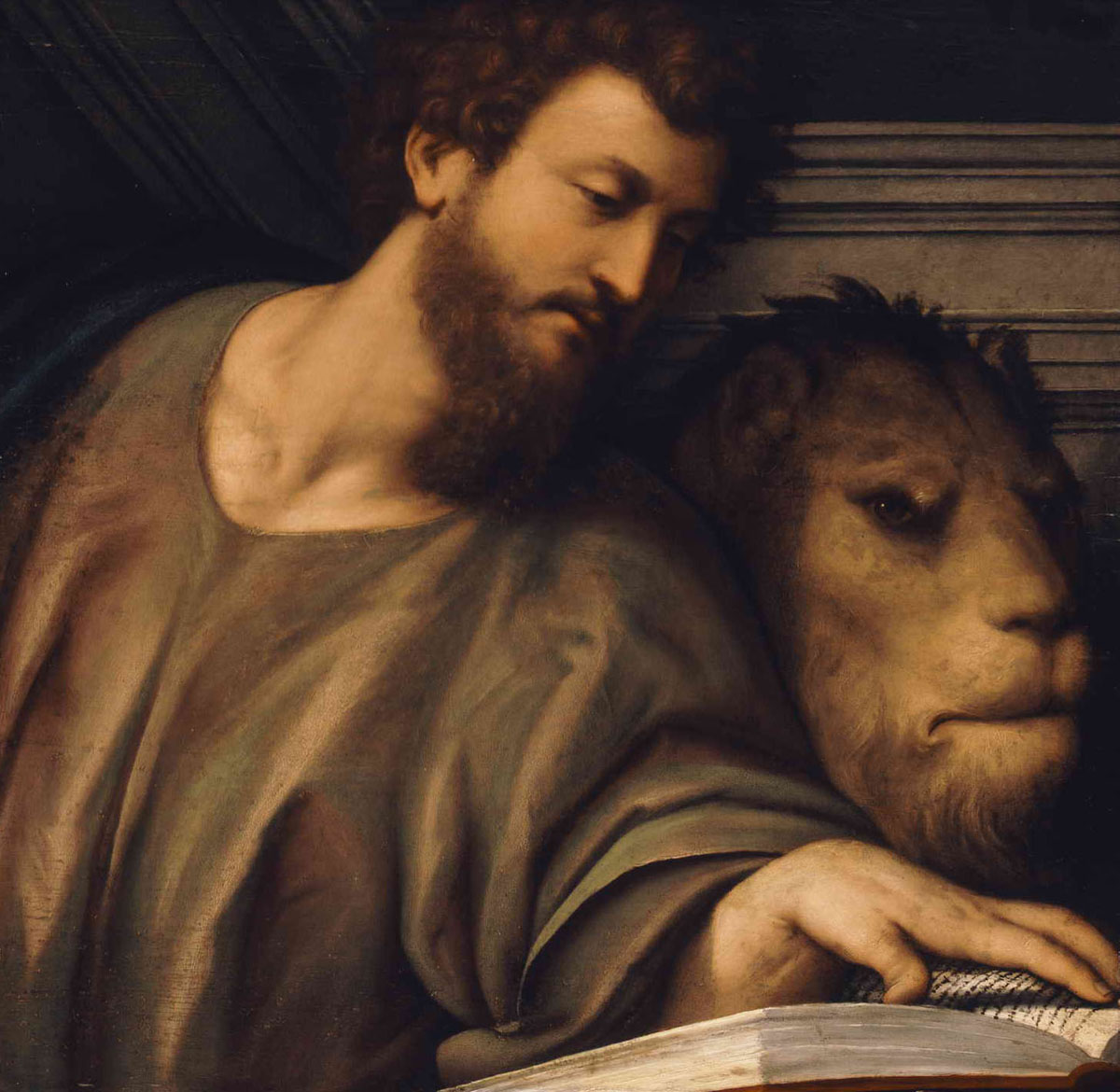
Il Pordenone: Szent Márk, Budapest, Szépművészeti Múzeum

Il Pordenone, más néven Giovanni Antonio de 'Sacchis 1484 körül született Pordenonéban, egy lombardiai Bresciából bevándorolt családban. Nevét születési helyéről, Pordenonéról vette, miután testvérével Bartolemóval összeveszve – aki kezét megsebezte – elhagyta régi 'Sacchis, nevét. Ezután nevezte magát Regillo, vagy De Regillo néven. Aláírásában Antonius Portusnaonensis, vagy De Portunaonisként szerepel. Lovaggá ütötte Zápolya János magyar király is.
Egyformán otthon volt a freskó és olajfestés terén is.  Pordenone templomában található egyik leghíresebb képe. A pordenonei dómban pedig megtalálható saját képmása.
Termékeny festő volt, sok mindenben alig rosszabb mint Tiziano, egy időben rivalizáltak is egymással Tiziano és Giovanni Antonio. Sok munkát végzett Pordenonéban és másutt is: Friuliban, Cremonában és Velencében, egy időben letelepedett Piacenzában, ahol a Szent Katalin-templomban egyik leghíresebb képe a Golgota készült, valamint a cremonai székesegyházban is.
Ferrarában halt meg 1539-ben, felmerült a gyanúja annak is, hogy mérgezés általi halálát Tiziano okozta.